# Сказание о двенадцати пятницах

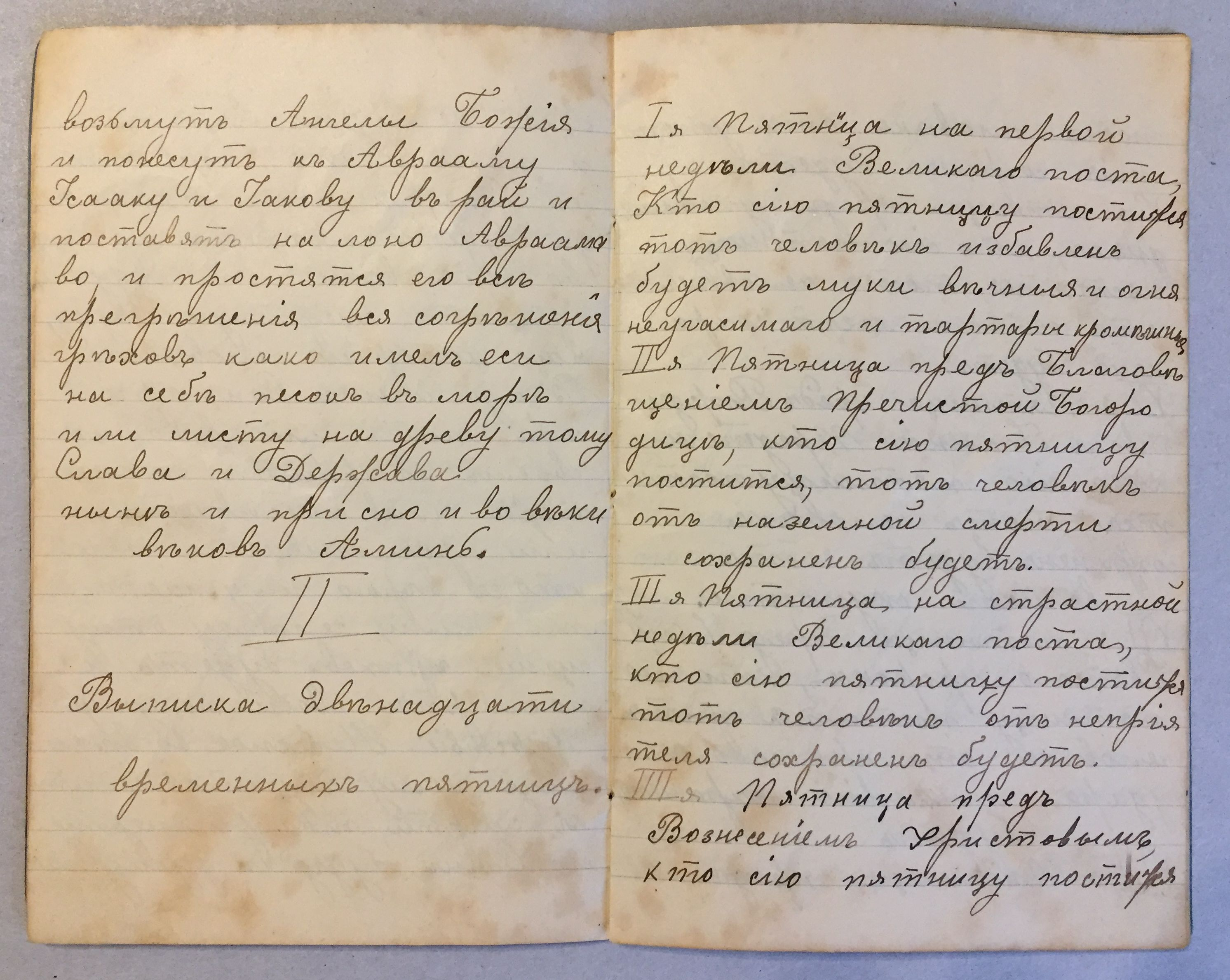
Выписка о двенадцати временных пятницах (рукопись, конец XIX века)

«Сказание о двенадцати пятницах» — апокриф, возникший, по-видимому, в начале христианской эпохи. На Русь текст попал в переводе с греческого языка, вероятнее всего, через южнославянское посредство. Одним из наиболее ранних славянских списков (если не самым ранним) считается сербский по происхождению список, датированный началом XIV века. Известны также списки XV—XIX веков под разными названиями: «Слово о сказании...», «Обретение...» и др.
Существует по крайней мере две редакции «Сказания о двенадцати пятницах» в славяно-русской рукописной традиции, что было отмечено ещё А. Н. Веселовским. Учёный выделил так называемую «Элевтериеву» редакцию и «Климентову» редакцию, которая, в свою очередь, распадается на варианты А и Б. «Элевтериева» редакция известна лишь в славяно-русских списках, тогда как «Климентова» — в славянских и западноевропейских.